# Aeshna persephone
Aeshna persephone é uma espécie de libelinha da família Aeshnidae.
Pode ser encontrada nos seguintes países: México e nos Estados Unidos da América.
Os seus habitats naturais são: rios e rios intermitentes.